# نهائي كأس فرنسا 1995
نهائي كأس فرنسا 1995 هي المباراة النهائية من منافسة كأس فرنسا 1994–95، أقيمت المباراة في 13 مايو 1995، في بارك دي برينس، بين فريقي باريس سان جيرمان، ونادي ستراسبورغ، وفاز فيها باريس سان جيرمان، وكان حكم المباراة ، وحضر المباراة 46698 شخصاً.